# Wzornik do obciągania
Wzornik do obciągania używany jest do plastycznego kształtowania blachy na maszynach zwanych obciągarkami. W czasie obciągania następuje przekroczenie granicy plastyczności kształtowanej blachy. Ponieważ nie występuje zjawisko odprężenia, wzornik do obciągania może być wykonany dokładnie zgodnie z kształtem i wymiarami gotowego wyrobu.
Im gładsza powierzchnia wzornika, tym obciąganie jest łatwiejsze. W celu zmniejszenia tarcia używane są różne smary. Wzorniki do obciągania wykonuje się z:
- ulepszonego drewna,
- tworzyw sztucznych,
- odlewów ze stopów niskotopliwych,
- betonu wygładzonego warstwą gipsu.